# USS Wesson (DE-184)
USS Wesson (DE-184) là một tàu hộ tống khu trục lớp Cannon từng phục vụ cùng Hải quân Hoa Kỳ trong Chiến tranh Thế giới thứ hai. Nó là chiếc tàu chiến duy nhất của Hải quân Hoa Kỳ được đặt cái tên này, theo tên Trung úy Hải quân Morgan Wesson (1918-1942), người từng phục vụ trên tàu tuần dương hạng nhẹ Atlanta (CL-51) và đã tử trận trong trận Hải chiến Guadalcanal vào ngày 13 tháng 11, 1942. Nó đã phục vụ cho đến khi chiến tranh kết thúc, xuất biên chế năm 1946, rồi được chuyển cho Hải quân Ý năm 1951, và tiếp tục phục vụ như là chiếc Andromeda (F 592) cho đến năm 1972. Con tàu bị tháo dỡ sau đó. Wesson được tặng thưởng bảy Ngôi sao Chiến trận do thành tích phục vụ trong Thế Chiến II.

## Thiết kế và chế tạo
Lớp Cannon có thiết kế hầu như tương tự với lớp Buckley dẫn trước; khác biệt chủ yếu là ở hệ thống động lực Kiểu DET (diesel electric tandem). Các động cơ diesel đặt nối tiếp nhau dẫn động máy phát điện để cung cấp điện năng quay trục chân vịt cho con tàu. Động cơ diesel có ưu thế về hiệu suất sử dụng nhiên liệu, giúp cho lớp Cannon cải thiện được tầm xa hoạt động, nhưng đánh đổi lấy tốc độ chậm hơn.
Vũ khí trang bị bao gồm ba pháo 3 in (76 mm)/50 cal trên tháp pháo nòng đơn có thể đối hạm hoặc phòng không, một khẩu đội pháo phòng không Bofors 40 mm nòng đôi và tám pháo phòng không Oerlikon 20 mm. Vũ khí chống ngầm bao gồm một dàn súng cối chống tàu ngầm Hedgehog Mk. 10 (có 24 nòng và mang theo 144 quả đạn); hai đường ray Mk. 9 và tám máy phóng K3 Mk. 6 để thả mìn sâu. Con tàu vẫn giữ lại ba ống phóng ngư lôi Mark 15 21 inch (533 mm). Thủy thủ đoàn đầy đủ bao gồm 15 sĩ quan và 201 thủy thủ.
Wesson được đặt lườn tại xưởng tàu của hãng Federal Shipbuilding and Drydock Company ở Newark, New Jersey vào ngày 29 tháng 7, 1943. Nó được hạ thủy vào ngày 17 tháng 10, 1943, được đỡ đầu bởi bà Eleanor Wesson, mẹ Trung úy Wesson, và nhập biên chế cùng Hải quân Hoa Kỳ vào ngày 11 tháng 11, 1943 dưới quyền chỉ huy của Hạm trưởng, Thiếu tá Hải quân Herman Reich.

## Lịch sử hoạt động

### USSWesson

#### 1944
Khởi hành từ New York vào ngày 28 tháng 11, 1943, Wesson tiến hành chạy thử máy huấn luyện tại khu vực Bermuda trong khoảng một tháng, và quay trở về New York vào ngày 28 tháng 12 để được sửa chữa sau chạy thử máy, vốn kéo dài cho đến ngày 9 tháng 1, 1944. Nó lên đường để đi sang khu vực Mặt trận Thái Bình Dương, băng qua kênh đào Panama, và khởi hành từ Balboa vào ngày 19 tháng 1 để cùng tàu chị em Riddle (DE-185) hướng sang khu vực quần đảo Hawaii, đi đến Trân Châu Cảng vào ngày 1 tháng 2. Sau khi được sửa chữa và huấn luyện, nó gia nhập một đoàn tàu vận tải hướng sang quần đảo Marshall, đi đến Roi-Namur thuộc đảo san hô Kwajalein vào ngày 19 tháng 2. Con tàu bắt đầu hoạt động tuần tra trong khu vực, và vào ngày 22 tháng 2 đã nổ súng vào một tàu Nhật Bản, khiến sáu lính Nhật thiệt mạng và bắt giữ năm người khác; nó chuyển giao những tù binh chiến tranh này cho lực lượng phòng thủ trên đảo Roi.
Lên đường vào ngày 4 tháng 3, Wesson đi sang đảo Majuro cùng thuộc quần đảo Marshall, nơi nó cùng tàu hộ tống khu trục Steele (DE-8) tháp tùng bảo vệ chiếc tàu vận tải tấn công Cambria (APA-36) khởi hành đi Hawaii ba ngày sau đó, đi đến Oahu vào ngày 13 tháng 3. Nó ở lại Trân Châu Cảng trong một tuần lễ để được sửa chữa nhỏ và tiếp liệu, rồi lên đường vào ngày 20 tháng 3 hộ tống cho chiếc tàu chở quân SS Meteor đi sang quần đảo Gilbert, đi đến đảo Tarawa vào ngày 31 tháng 3. Nó được nghỉ ngơi một ngày trước khi hộ tống cho chiếc tàu chở dầu Pecos (AO-65) quay trở lại Trân Châu Cảng, đến nơi vào ngày 10 tháng 4. Tại vùng biển phụ cận Hawaii, con tàu huấn luyện thực hành ngư lôi và chống tàu ngầm cho đến ngày 29 tháng 4, khi nó lên đường hộ tống cho chiếc tàu khu trục rải mìn Preble (DM-20) đi sang Majuro.
Quay trở lại khu vực Hawaii vào ngày 13 tháng 5, Wesson được sửa chữa và tiếp tục huấn luyện thực hành chống tàu ngầm cho đến ngày 27 tháng 5, khi nó lên đường hộ tống một đoàn tàu vận tải tiếp liệu đi Majuro. Đến nơi vào ngày 3 tháng 6, nó lên đường ba ngày sau đó đi đến một điểm hẹn gặp Đội đặc nhiệm 58.1 để tiến hành tiếp nhên liệu. Nó gặp gỡ tàu sân bay hộ tống Copahee (CVE-12) và tàu khu trục Evans (DD-552) vào ngày 12 tháng 6, và hai ngày sau đó đã hoạt động tuần tra bảo vệ trong khi hoạt động tiếp nhiên liệu được tiến hành. Con tàu tiếp tục hỗ trợ cho hoạt động tiếp nhiên liệu cho đến ngày 16 tháng 6, khi nó lên đường hướng đến đảo san hô Eniwetok thuộc quần đảo Marshall. Sau chặng dừng ngắn tại đây, nó thực hiện chuyến đi khứ hồi đến quần đảo Mariana hộ tống cho ba tàu chở dầu; và sau khi quay trở về Eniwetok vào ngày 11 tháng 7, nó lên đường năm ngày sau đó thực hiện nhiều chuyến tiếp nhiên liệu và chuyển thư tín. Đến ngày 31 tháng 7, nó đi đến ngoài khơi đảo Saipan hộ tống cho tàu chở dầu Patuxent (AO-44).
Lên đường vào ngày 1 tháng 8 để hướng sang quần đảo Marshall, Wesson đi đến Eniwetok để được bảo trì vào ngày 5 tháng 8. Nó vào ụ tàu trong các ngày 29 và 30 tháng 8 để sơn lại phần đáy lườn tàu, rồi lên đường vào ngày 2 tháng 9 để tháp tùng Sitkoh Bay (CVE-86) và Barnes (CVE-20), bảo vệ cho các tàu sân bay hộ tống đi sang đảo Manus thuộc quần đảo Admiralty. Sau khi đi đến Seeadler Harbor vào ngày 10 tháng 9, lực lượng lên đường bốn ngày sau đó để đi đến một điểm hẹn ngoài khơi nhóm quần đảo Palau thuộc khu vực Tây quần đảo Caroline. Khi các hoạt động không kích được tiến hành, chiếc tàu khu trục đã cứu vớt ba phi công bị rơi máy trong lúc cất cánh. Sau đó nó hộ tống cho Sitkoh Bay quay trở lại khu vực Admiralty, nơi chiếc tàu sân bay được sửa chữa máy phóng máy bay. Đến ngày 22 tháng 9, nó cùng Mitchell (DE-43) rời Seeadler Harbor hộ tống cho tàu tiếp dầu Guadalupe (AO-32) đi đến một điểm hẹn tiếp nhiên liệu tại Palau, nhưng Wesson được lệnh quay trở lại Manus vào ngày 29 tháng 9.
Trong ba ngày đầu tháng 10, Wesson thả neo tại Seeadler Harbor. Nó lên đường vào ngày 4 tháng 10 trong thành phần một đơn vị đặc nhiệm được hình thành chung quanh các tàu sân bay hộ tống Nehenta Bay (CVE-74), Steamer Bay (CVE-87), Sitkoh Bay (CVE-86) và Nassau (CVE-16). Nó làm nhiệm vụ bảo vệ trong các hoạt động tiếp nhiên liệu trên biển Philippine. Vào ngày 22 tháng 10, hai ngày sau khi diễn ra các cuộc đổ bộ ban đầu lên Leyte đánh dấu việc lực lượng Hoa Kỳ quay trở lại quần đảo Philippine, nó hộ tống cho Sitkoh Bay quay trở lại Manus, rồi về đến Seeadler Harbor vào ngày 26 tháng 10. Chiếc tàu hộ tống khu trục được bảo trì tại đây cho đến cuối tháng 10.
Rời khu vực vào ngày 1 tháng 11, Wesson hộ tống chiếc tàu chở dầu Armadillo (IX-111) hướng sang Ulithi, đến nơi vào ngày 5 tháng 11. Nó thực hành tác xạ và tiếp nhiên liệu cho đến khi cùng một đội tàu tiếp dầu rời Ulithi vào ngày 16 tháng 11, đi đến điểm hẹn gặp gỡ để tiếp nhiên liệu cho Lực lượng Đặc nhiệm 38 về phía Tây biển Philippine. Sau khi hoàn thành nhiệm vụ, nó quay trở về Ulithi vào ngày 29 tháng 11. Đến ngày 10 tháng 12, trong thành phần một đội hậu cần tiếp liệu khác, nó gặp gỡ Lực lượng Đặc nhiệm 38 để tiếp nhiên liệu và cung cấp máy bay thay thế. Sang ngày 20 tháng 12, chiếc tàu hộ tống khu trục được lệnh tháp tùng bảo vệ cho tàu sân bay hộ tống Kwajalein (CVE-98) đi Guam, rồi quay trở lại Ulithi, nơi nó vào ụ tàu để sửa chữa hệ thống sonar.

#### 1945
Sau khi hoàn tất việc sửa chữa, Wesson lên đường vào ngày 7 tháng 1, 1945 cùng một đơn vị đặc nhiệm, bao gồm năm tàu tiếp dầu và ba tàu hộ tống, để đi đến điểm hẹn về phía Đông Philippines. Nó đi đến vịnh Leyte vào ngày 13 tháng 1, và sang ngày hôm sau đã hộ tống cho tàu tiếp dầu Housatonic (AO-35) đi sang vịnh Lingayen ngoài khơi Luzon. Tách khỏi chiếc tàu tiếp dầu vào ngày 15 tháng 1, chiếc tàu hộ tống khu trục quay trở lại vịnh San Pedro, Leyte, và đến ngày 19 tháng 1 lại khởi hành hộ tống cho Housatonic đi Ulithi. Đến nơi vào ngày 26 tháng 1, nó ở lại vũng biển Ulithi cho đến đầu tháng 2.
Vào ngày 5 tháng 2, trong thành phần Đội Hộ tống 44, Wesson lên đường hướng sang khu vực quần đảo Mariana, và đã có các chặng dừng tại Apra Harbor, Guam; Saipan; và Tanapag. Sau đó nó rời khu vực Mariana để làm nhiệm vụ hỗ trợ cho cuộc đổ bộ lên Iwo Jima. Vào ngày 16 tháng 2, các tàu sân bay bắt đầu các phi vụ không kích lên hòn đảo này, và chiếc tàu hộ tống khu trục đã tuần tra chống tàu ngầm bảo vệ chúng trong suốt mười ngày tiếp theo, trước khi quay trở lại Ulithi.
Wesson tiếp tục được phân công tham gia cuộc đổ bộ tiếp theo lên Okinawa, khi nó được điều sang Lực lượng Đặc nhiệm 54, lực lượng bắn phá và hỗ trợ hải pháo. Nó đi đến ngoài khơi Kerama Retto vào ngày 25 tháng 3, chiếm lấy một vị trí trong vành đai hộ tống bảo vệ cho các tàu chiến chủ lực. Sang ngày hôm sau, nó cùng tàu khu trục Barton (DD-599) giúp bảo vệ cho các thiết giáp hạm Tennessee (BB-43), Nevada (BB-36) cùng các tàu tuần dương Birmingham (CL-62), St. Louis (CL-49) và Wichita (CA-45) khi chúng tiến hành bắn phá xuống phía Nam Okinawa.
Vào ngày 26 tháng 3, Wichita trông thấy sóng nước của một quả ngư lôi trên mặt biển cùng một kính tiềm vọng, nên thông báo cho các tàu khu trục hộ tống. Sau khi Wesson thả một loạt 13 quả mìn sâu, máy bay tuần tra chống ngầm nhìn thấy một vệt dầu loang; tuy nhiên không có chứng cứ nào khác để xác định tàu ngầm đối phương đã bị tiêu diệt hay đánh trúng. Sang ngày hôm sau, đội hình bị máy bay đối phương bắn phá, và con tàu đã nhắm hỏa lực phòng không vào ba trong số các kẻ tấn công, một chiếc bị bắn cháy và rơi xuống phía đuôi tàu. Việc không kích của đối phương tiếp diễn trong hai ngày tiếp theo sau.
Vào ngày 30 tháng 3, Wesson được lệnh di chuyển đến phía Tây Zampa Misaki, và trên đường đi nó đã phá hủy bốn quả thủy lôi trôi trên biển. Con tàu đã báo cáo sự hiện diện của thủy lôi tại vùng biển chưa được rà quét phía Bắc và phía Đông Zampa Misaki. Đội hình của nó liên tục bị không kích hàng ngày cho đến ngày 5 tháng 4. Sang ngày hôm sau lúc 03 giờ 07 phút, một số lượng lớn máy bay đối phương xuất hiện và tấn công kéo dài cho đến tận bình minh. Từ 14 giờ 00 đến 18 giờ 00, không kích đối phương diễn ra nhiều đến mức con tàu phải cơ động liên tục để né tránh, thậm chí quay mũi đến 180 độ, hầu hết là máy bay Kamikaze tấn công tự sát. Máy bay đối phương tận dụng các tầng mây thấp để ẩn nấp né tránh hỏa lực phòng không; một chiếc tìm cách tấn công Wesson, nhưng bị hỏa lực phòng không dày đặc đánh đuổi nên chuyển sang đâm bổ xuống một tàu khu trục bên mạn trái, nhưng bị trượt và đâm xuống nước.
Sang ngày 7 tháng 4, Wesson thay phiên cho tàu khu trục Sterett (DD-407) tại trạm canh phòng về phía Bắc Ie Shima và bán đảo Motobu, giúp bảo vệ cho các tàu đổ bộ LCI(L)-U52 và LCI(L)-558. Lúc 03 giờ 40 phút, nó đánh trả các đợt không kích lẻ tẻ vốn kéo dài đến tận bình minh. Đến 09 giờ 17 phút, nó nổ súng nhằm vào ba máy bay đối phương bay ngang trước mũi tàu, rồi đối đầu với một chiếc Kamikaze đâm bổ xuống từ đám mây bên mạn phải. Chiếc máy bay cảm tử đâm trúng các ống phóng ngư lôi của Wesson phía giữa tàu, khiến năm người thiệt mạng, một người mất tích và 25 người khác bị thương, trong đó hai người qua đời do vết thương quá nặng. Con tàu chịu đựng một đám cháy trên sàn đặt xuồng, ngập nước khoang động cơ, mất động lực bên mạn trái, mất điện phần sau tàu, và bánh lái bị kẹt ở tư thế bẻ hết qua phải. Tàu khu trục Lang (DD-399) đã có mặt để trợ giúp, chuyển cho Wesson một máy bơm và xăng, rồi kéo chiếc tàu hộ tống khu trục rút lui về nơi an toàn. Đến 11 giờ 33 phút, nó đã có thể di chuyển bằng chính động lực của mình và quay trở về Kerama Retto, có Lang hộ tống bảo vệ.
Bất chấp các đợt không kích liên tục của đối phương, Wesson hoàn tất việc sửa chữa khẩn cấp vào ngày 10 tháng 4. Nó lên đường vào ngày hôm sau để hướng sang quần đảo Mariana, đi đến Saipan vào ngày 17 tháng 4, rồi lại khởi hành một tuần sau đó để quay về vùng bờ Tây Hoa Kỳ. Tại San Francisco, California từ ngày 17 tháng 5 đến ngày 25 tháng 6, con tàu được đại tu đồng thời sửa chữa những hư hại trong chiến đấu, rồi lên đường đi San Diego, California vào ngày 3 tháng 7, nơi nó huấn luyện ôn tập trong mười ngày trước khi quay trở lại Trân Châu Cảng vào ngày 21 tháng 7.
Sau khi tiến hành một loạt các đợt thực hành huấn luyện tại vùng biển quần đảo Hawaii cho đến ngày 14 tháng 8, Wesson lên đường đi Philippines ngang qua Eniwetok; tuy nhiên lúc này Nhật Bản đã chấp nhận đầu hàng giúp kết thúc cuộc xung đột. Đi đến Eniwetok vào ngày 22 tháng 8, nó hộ tống cho ba tàu vận chuyển tấn công đi Ulithi, tiến vào luồng Mugai vào ngày 28 tháng 8. Tuy nhiên nó phải lên đường ngay để hộ tống một đoàn tàu tám chiếc hướng đến Leyte. Đoàn tàu giải thể vào ngày 1 tháng 9, và con tàu độc lập đi đến vịnh Leyte. Bốn ngày sau, nó rời vịnh San Pedro, Leyte để hướng sang Okinawa, đi đến vịnh Buckner vào ngày 8 tháng 9. Vào ngày 16 tháng 9, Wesson cùng tàu hộ tống khu trục Foreman (DE-633) di chuyển đến phía Tây Okinawa để né tránh cơn bão Ida, rồi quay trở lại vịnh Buckner cùng ngày hôm đó. Đến ngày 20 tháng 9, nó hướng sang Nhật Bản, đi đến Wakayama, Honshū hai ngày sau đó.
Vào ngày 24 tháng 9, cùng các tàu hộ tống khu trục Alvin C. Cockrell (DE-366) và Cecil J. Doyle (DE-368), Wesson lên đường để hộ tống cho một đơn vị thuộc Lực lượng Đặc nhiệm 51, được hình thành chung quanh các tàu sân bay hộ tống Makin Island (CVE-93) và Santee (CVE-29). Đơn vị đặc nhiệm đã tiến hành các phi vụ tại khu vực eo biển Kii, phá hủy nhiều quả thủy lôi trôi nổi trên biển; và khi đơn vị được giải tán, con tàu quay ở lại Wakanoura. Sang tháng 10, nó cùng tàu hộ tống khu trục McGinty (DE-365) tháp tùng để bảo vệ cho các thiết giáp hạm California (BB-44) và Tennessee (BB-43) cùng các tàu sân bay hộ tống Makin Island (CVE-93) và Lunga Point (CVE-94) đi đến vịnh Tokyo. Nó rời vịnh Tokyo vào ngày 7 tháng 10, đi ngang qua các eo biển Kii và Bungo trước khi đi đến Yokosuka vào ngày 26 tháng 10. Nó quay trở lại Wakanoura trước khi lên đường đi Okinawa vào ngày 31 tháng 10.
Lên đường đi Naha, Okinawa vào ngày 3 tháng 11, Wesson hộ tống hai tàu buôn và một tàu vận tải Lục quân đi sang Jinsen, Triều Tiên, rồi quay trở lại vịnh Buckner vào ngày 10 tháng 11. Nó đón lên tàu hành khách để vận chuyển đến Guam và Trân Châu Cảng, rồi hộ tống tàu khu trục DD-224 (nguyên là chiếc Steward) lên đường vào ngày hôm sau; trên đường đi Steward gặp trục trặc động cơ, và Wesson phải kéo nó đi đến Apra Harbor, Guam vào ngày 17 tháng 11.

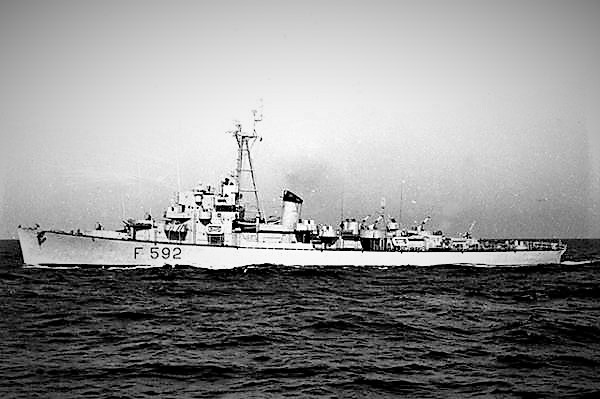
Tàu frigate Andromeda (F 592) tại cảng Taranto

Wesson tiếp tục hành trình ba ngày sau đó và đi đến Trân Châu Cảng vào ngày 28 tháng 11. Nó tiếp tục đón hành khách lên tàu để đi về vùng bờ Tây, đi đến San Diego, California vào ngày 6 tháng 12, tiếp tục băng qua kênh đào Panama và đi đến Charleston, South Carolina vào ngày 23 tháng 12. Con tàu được đưa về thành phần dự bị tại Green Cove Springs, Florida và chuẩn bị để ngừng hoạt động. Nó chính thức xuất biên chế vào ngày 24 tháng 6, 1946 và đưa về Hạm đội Dự bị Đại Tây Dương, neo đậu cùng Đội Florida tại Green Cove Springs.

### Andromeda(F 592)
Con tàu được chuyển cho chính phủ Ý vào ngày 10 tháng 1, 1951 theo Chương trình Viện trợ quân sự, và phục vụ cùng Hải quân Ý như là tàu frigate Andromeda (F 592). Wesson được rút tên khỏi danh sách Đăng bạ Hải quân Hoa Kỳ vào ngày 26 tháng 3, 1951. Andromeda hoạt động cho đến khi rút đăng bạ hải quân Ý vào tháng 1, 1972 và bị tháo dỡ sau đó.

## Phần thưởng
Wesson được tặng thưởng bảy Ngôi sao Chiến trận do thành tích phục vụ trong Thế Chiến II.
|  |                                         |  |
|  | Silver star · Bronze star · Bronze star |  |

| Dãi băng Hoạt động Tác chiến (truy tặng) |                                                                         |                                      |
| Huân chương Chiến dịch Hoa Kỳ            | Huân chương Chiến dịch Châu Á-Thái Bình Dương với 7 Ngôi sao Chiến trận | Huân chương Chiến thắng Thế Chiến II |